# The Grip of Evil
The Grip of Evil foi um seriado estadunidense de 1916, dirigido por W.A.S. Douglas e Harry Harvey para a Balboa Amusement Producing Company, distribuído pela Pathé Exchange. Enquanto veiculou nos cinemas, entre 17 de julho e 16 de outubro de 1916, a história homônima, do autor britânico Louis Tracy, era publicada nos jornais. Este seriado é considerado perdido.

## Elenco
- Jackie Saunders	 ...	Jessie
- Roland Bottomley	 ...	John Burton
- Charles Dudley
- Gordon Sackville
- Philo McCullough
- Gloria Payton
- Myrtle Reeves

## Capítulos

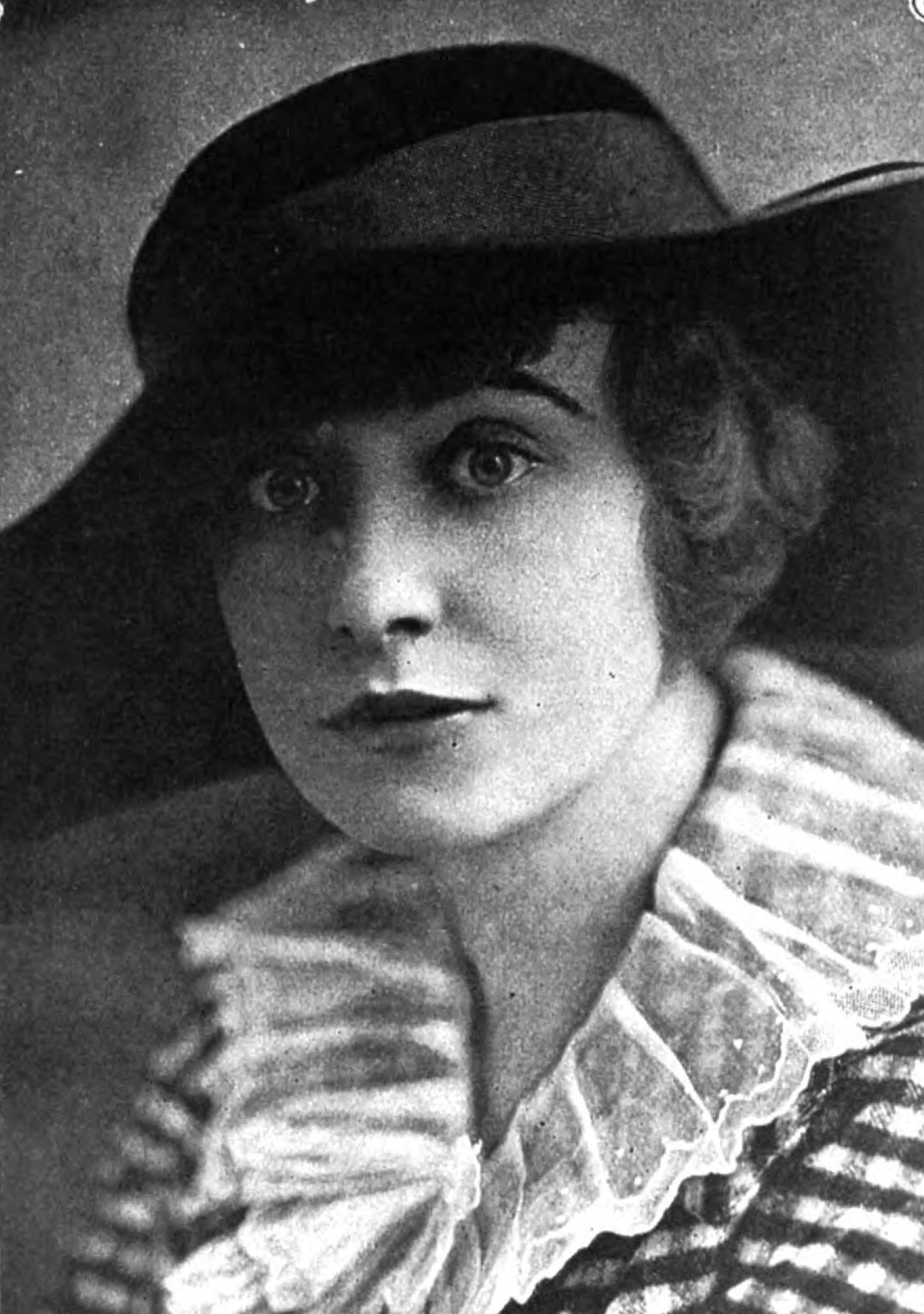
Jackie Saunders, protagonista de The Grip of Evil.

1. Fate
2. The Underworld
3. The Upper Ten
4. The Looters
5. The Way of a Woman
6. The Hypocrites
7. The Butterflies
8. In Bohemia
9. The Dollar Kings
10. Down to the Sea
11. Mammon and Moloch
12. Into the Pit
13. Circumstantial Evidence
14. Humanity Triumphant